# Gaideris van Benevento

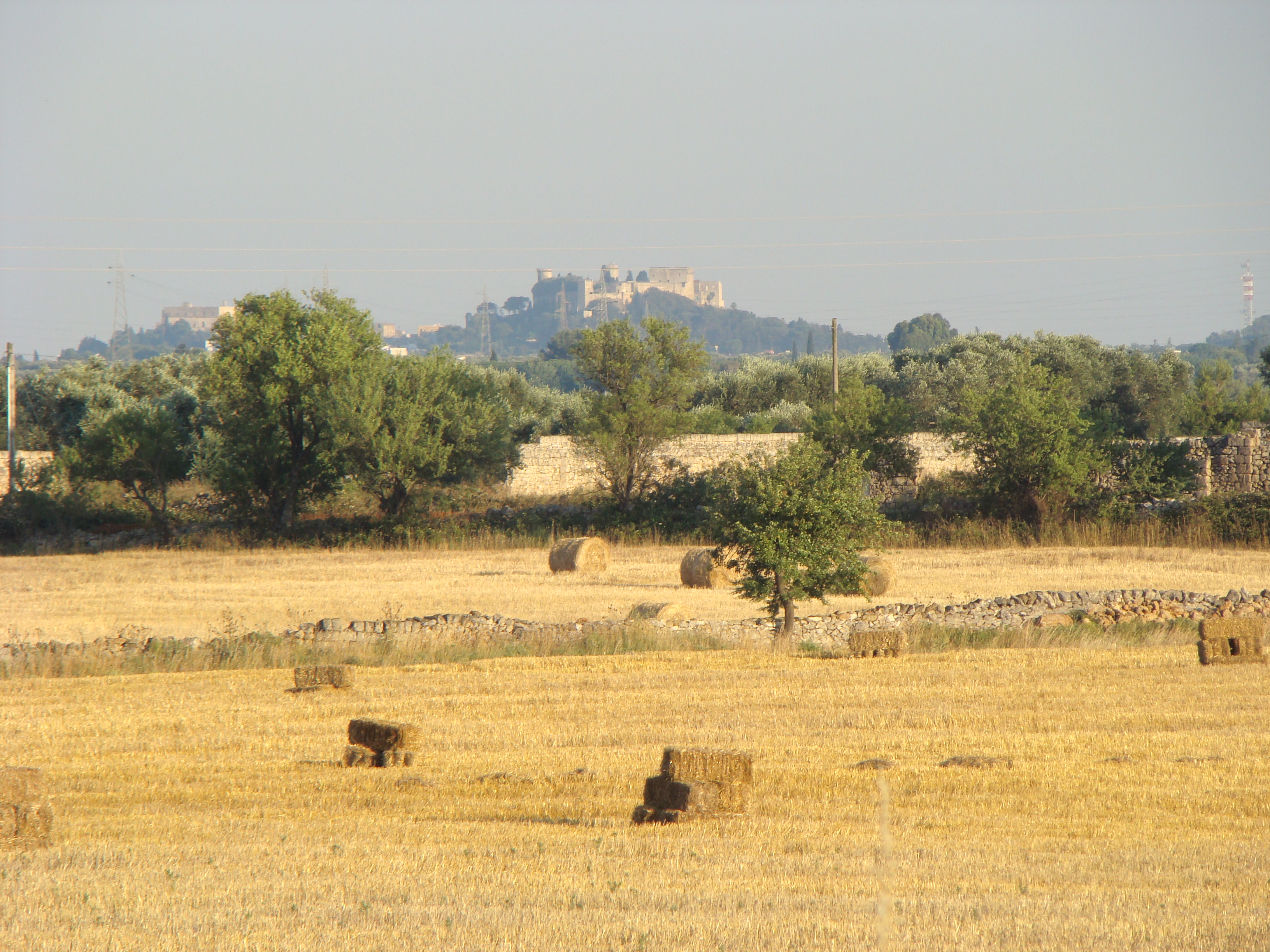
De stad Oria waar ex-prins Gaideris burgemeester was voor de Byzantijnen

Gaideris van Benevento ( - circa 885) was een Longobardische vorst die het prinsdom Benevento bestuurde van 878 tot zijn afzetting in 881. 

## Levensloop
Gaideris was de oudste zoon van prins Radelgar. Deze prins stierf voortijdig, in het jaar 853 of 854. Gaideris volgde zijn vader niet op. Zijn oom, Adelchis, werd prins van Benevento (854). Zijn oom regeerde redelijk lang, zo’n 24 jaren, tot hij vermoord werd (878). Deze moord vond plaats nadat Benevento de stad Bari had moeten afstaan aan Byzantijnen (874). De Byzantijnen bezaten een territorium aan de zuidkusten van Italië. 
Na de moord op zijn oom besteeg Gaideris de troon van Benevento. Hij duwde hierbij de twee zonen van Adelchis, Radelchis II en Aione opzij. Het prinsdom Benevento vertoonde nog steeds instabiliteit door de splitsing van het oude hertogdom Benevento (839) in het gelijknamige prinsdom en het prinsdom Salerno. Daarbovenop was er de permanente Byzantijnse dreiging vanuit het zuiden, alsook Saraceense bendes die opereerden vanuit het emiraat Sicilië. Hij kwam militair tussen in het buurland Capua toen Landulf II graaf-bisschop van Capua, stierf.
In januari 881 waren Gaideris en zijn vrouw het slachtoffer van een paleisrevolutie in Benevento. Hij werd opgesloten in Spoleto, doch hij kon ontsnappen. Zijn twee neven Radelchis II en Aione maakte zich ondertussen meester van de troon van het prinsdom Benevento.
Gaideris zocht onmiddellijk bescherming bij de Byzantijnen. In Bari ontving de Byzantijnse gouverneur Gregorios hem. Gaideris reisde door naar Constantinopel. Hij werd er bekleed met de functie van protospatario, een soort burgemeester, in Oria, een kleine stad in Byzantijns Zuid-Italië. Doch Oria lag strategisch op de landweg tussen de Ionische Zee en de Adriatische Zee. Gaideris genoot aanzien bij de Byzantijnen. Hij bleef wel een pion in het machtsspel tussen de Byzantijnen en het prinsdom Benevento. De Byzantijnen dachten hem op een dag te kunnen ruilen in functie van de politieke situatie in Benevento. Doch dit plan verdween toen gouverneur Gregorios naar Constantinopel verhuisde. Over het verdere lot van Gaideris bleef niets bewaard in bronnenmateriaal.